# Asparagoideae
Asparagoideae Burmeist., 1837 è una sottofamiglia di piante monocotiledoni della famiglia Asparagaceae.
In precedenza, il gruppo era identificato con la famiglia Asparagaceae sensu stricto.

## Descrizione
Il genere Asparagus ha piccole foglie scariose (di aspetto membranoso e asciutto) poste alla base di rami a forma di foglia che agiscono da organi fotosintetici (fillocladi).

## Distribuzione e habitat
Le Asparagoideae sono presenti in Europa, Africa e Asia; alcune specie sono presenti anche in Australasia e Messico.

## Tassonomia
La sottofamiglia comprende solo due generi:
- Asparagus L. (215 spp.)
- Hemiphylacus S.Watson (5 spp.)

In precedenza il genere Hemiphylacus era collocato fra le Asphodelaceae.